# Fernando Olmedo Reguera
Fernando Olmedo Reguera (Santiago de Compostela, 10 de enero de 1873 - Madrid, 12 de agosto de 1936), fue un fraile y periodista español.

## Trayectoria
Hijo de Fernando Olmedo y Elisa Reguera, propietarios de los almacenes Olmedo de la villa de Pontevedra. En esta ciudad fundó el Círculo Católico de Obreros y colaboró en El Criterio Gallego y El Ancla, del que también fue director. También colaboró en El Pensamiento Galaico y El Alcance de Santiago de Compostela. Se doctoró en Derecho, y el 15 de febrero de 1901 ingresó en la orden de los capuchinos, siendo ordenado presbítero el 31 de julio de 1904.
Fue asesinado durante la guerra civil española, y lo enterraron en la cripta de la basílica de Jesús de Medinaceli de Madrid. Fue beatificado el 3 de octubre de 2013. En la ciudad de Pontevedra una calle lleva el nombre de Padre Fernando Olmedo.